# Jairo Varela
Jairo de Fátima Varela Martínez (Quibdó, 9 december 1949 - Cali, 8 augustus 2012) was een Colombiaans componist, oprichter en muzikaal leider van Grupo Niche, en ook zanger. Hij is een van de belangrijkste componisten in de geschiedenis van Colombia. 

## Biografie

### Vroege jaren
Varela kwam voor het eerst in aanraking met muziek in zijn geboorteplaats Quibdó, waar hij de groep La Timba oprichtte. De bezetting was dulzaina, bongo’s, maracas en güiro.
Zijn artistiek talent en zakelijke vaardigheden had hij van zijn grootvader Eladio Martínez Vélez, door historici gezien als een van Colombia's eerste industriëlen. Van hem leerde hij ook mechanica, meubelmakerij en gitaar spelen. In gesprekken met vrienden vertelde Varela dat zijn grootvader aan hem is verschenen in hotels en op podia over de hele wereld, en zijn spirituele gids bleef.
Zijn vader en moeder gingen uit elkaar toen Marta, zijn jongere zus, drie jaar oud was. Jairo ontmoette zijn vader op 9-jarige leeftijd en herinnert zich hem als een stille, zwijgzame, gereserveerde en hardwerkende man. Zijn moeder, Teresa Martínez de Varela, was schrijfster en verzette zich nooit tegen zijn muzikale roeping. Ze steunde hem in zijn muzikale studie sinds zijn kindertijd. "Vanaf het begin zag ze mijn capaciteiten. Toen ik acht was, gaf ze me een gitaar met het weinige geld dat er was. Stel je voor, ze deed alle moeite om mij dat kado te geven", zei Varela.

### Doorbraak
Een groot deel van zijn leven bracht hij door in Quibdó. In de jaren zeventig besloot Varela met zijn moeder en gezin van omgeving te veranderen en verhuisde hij naar Bogotá op zoek naar nieuwe en betere mogelijkheden. Zijn eerste composities waren Dífícil en Atrato Viajero. Het laatste is opgenomen op het derde album van Grupo Niche in New York onder de naam Atrateño, met enig succes. Daarna verhuisde hij naar Cali, waar hij Grupo Niche oprichtte. Met deze groep bereikte hij grote internationale bekendheid.

### Beschuldigd
Varela werd meerdere keren onderzocht wegens vermeende banden met het Cali-kartel. Hij zei altijd dat het een vervolging was door de politieke elite van Cali, die niet begreep hoe een zwarte zanger financieel succesvol kon zijn. 
In 1995 werd hij in Cali gearresteerd en opgesloten in de Cali-gevangenis (Villahermosa). Hij zat een jaar opgesloten op beschuldiging van ongeoorloofde verrijking en witwassen van geld. Hij werd in 1996 vrijgelaten nadat was bewezen dat deze beschuldigingen vals waren. In 1997 werd hij opnieuw gevangen gezet. Hij werd uiteindelijk vrijgelaten in 1999.

### Overlijden
Op 8 augustus 2012 stierf Jairo Varela op 62-jarige leeftijd aan een hartaanval in de badkamer van zijn appartement in een gebouw in het zuiden van Cali. Varela werd beschouwd als een van de grootste salsa-artiesten in Latijns-Amerika. Zijn begrafenis bracht honderdduizenden Vallunos samen. Het Jairo Varela-plein, voorheen het Caleñidad-plein, werd naar hem vernoemd. Op dit plein is een klein museum ingericht met informatie over werk, leven en successen van Varela. Zijn dochter Yanila Varela volgde hem op als manager van de groep en ook zijn andere kinderen namen rollen in het familiebedrijf.

## Discografie
- Al pasito (1979)
- Querer es poder (1981)
- Prepárate (1982)
- Directo desde Nueva York (1983)
- No hay quinto malo (1984)
- Triunfo (1985)
- Me huele a matrimonio (1986)
- Con cuerdas (1987)
- Historia Musical (1987)
- Tapando el hueco (1988)
- Me sabe a Perú (1989)
- Sutil y contundente (1989)
- Cielo de tambores (1990)
- Llegando al 100% (1991)
- 12 años (1993)
- Un alto en el camino (1993)
- Huellas del pasado (1995)
- Etnia (1996)
- A prueba de fuego (1997)
- Señales de humo (1998)
- A golpe de folklore (1999)
- Propuesta (2000)
- 20 años (2001)
- Control absoluto (2002)
- Imaginación (2004)
- Alive (2005)
- Tocando el cielo con las manos (2013, onder muzikale leiding van Richie Valdez)
- 35 Aniversario (2015, onder muzikale leiding van José Aguirre)

## Filmografie
| Jaar | Film                                                           | Papel    | Regisseur                           | Producent(en)        |
| ---- | -------------------------------------------------------------- | -------- | ----------------------------------- | -------------------- |
| 2016 | Busca por dentro. La historia musical de Jairo Varela Martínez | Él mismo | Marino Aguado Varela y César Gálviz | Mónica Andrade Dirak |